# Von brigði
Von brigði – album islandzkiej grupy Sigur Rós, wydany w 1998 roku. Składa się remiksów utworów Sigur Rós (głównie z debiutanckiego albumu Von) przez innych islandzkich artystów.
Nazwa albumu jest grą słów. "Vonbrigði" znaczy po islandzku "rozczarowanie", a "von brigði" można przetłumaczyć jako "zmiana nadziei" lub "wariacje nt. nadziei". Jako alternatywnego tytułu grupa używała Recycle Bin, co po angielsku znaczy "kosz na śmieci do recyklingu". Tytuły utworów, zamiast spotykanego zazwyczaj "remixed by", zawierają "recycled by".
Utwór "Leit af lífi", wbrew podobnej nazwie, nie jest tym samym co "Leit að lífi", który znalazł się na Von. Miał on się znaleźć na Von, ale nie było czasu wykończyć jego miksowanie.

## Lista utworów
1. "Syndir guðs (Recycled by Biogen)" – 6:55 ("Grzechy Boga")
2. "Syndir guðs (Recycled by múm)" – 4:52
3. "Leit af lífi (Recycled by Plasmic)" – 5:26 ("Poszukiwani przez życie")
4. "Myrkur (Recycled by Ilo)" – 5:29 ("Ciemność")
5. "Myrkur (Recycled by Dirty–Bix)" – 5:01
6. "180 sekúndur fyrir sólarupprás (Recycled by Curver)" – 3:00 ("180 sekund przed wschodem słońca")
7. "Hún jörð (Recycled by Hassbræður)" – 5:19 ("Matka ziemia")
8. "Leit af lífi (Recycled by Thor)" – 5:32
9. "Von (Recycled by Gus Gus)" – 7:24 ("Nadzieja")
10. "Leit af lífi (Recycled by Sigur Rós)" – 5:02